# Hypna clytemnestra
Hypna clytemnestra é uma borboleta neotropical da família Nymphalidae e subfamília Charaxinae, classificada por Pieter Cramer em 1777, ocorrendo do México até a Argentina e sendo a única espécie de seu gênero (gênero monotípico). Vista por cima, apresenta um padrão geral de coloração marrom, com duas características manchas claras nas asas anteriores, que também ocupam a face ventral do inseto. Na parte de cima das asas anteriores também ocorrem de duas a três pequenas pontuações da mesma coloração clara, em fileira. Vista ventralmente, suas asas apresentam uma camuflagem críptica assemelhada a uma folha seca em decomposição, pontuada por algumas áreas dotadas de reflexos prateados. As bordas das asas posteriores são onduladas, ressaltando, em ambas, um prolongamento em forma de cauda claviforme. Sua envergadura pode chegar a 7.5 centímetros.

## Hábitos
Hypna clytemnestra é encontrada desde o nível do mar até 800 metros de altitude. Adultos são vistos se alimentando de exsudações de árvores, frutos em fermentação, carniça e fezes; voando ao longo de trilhas ensolarados e clareiras. Durante as horas mais quentes, geralmente pousam em locais ensolarados, exibindo comportamento territorial. Não é uma borboleta comum, e o principal
fator de sua pouca abundância é o grande número de parasitoides e predadores que atuam sobre lagartas e ovos.

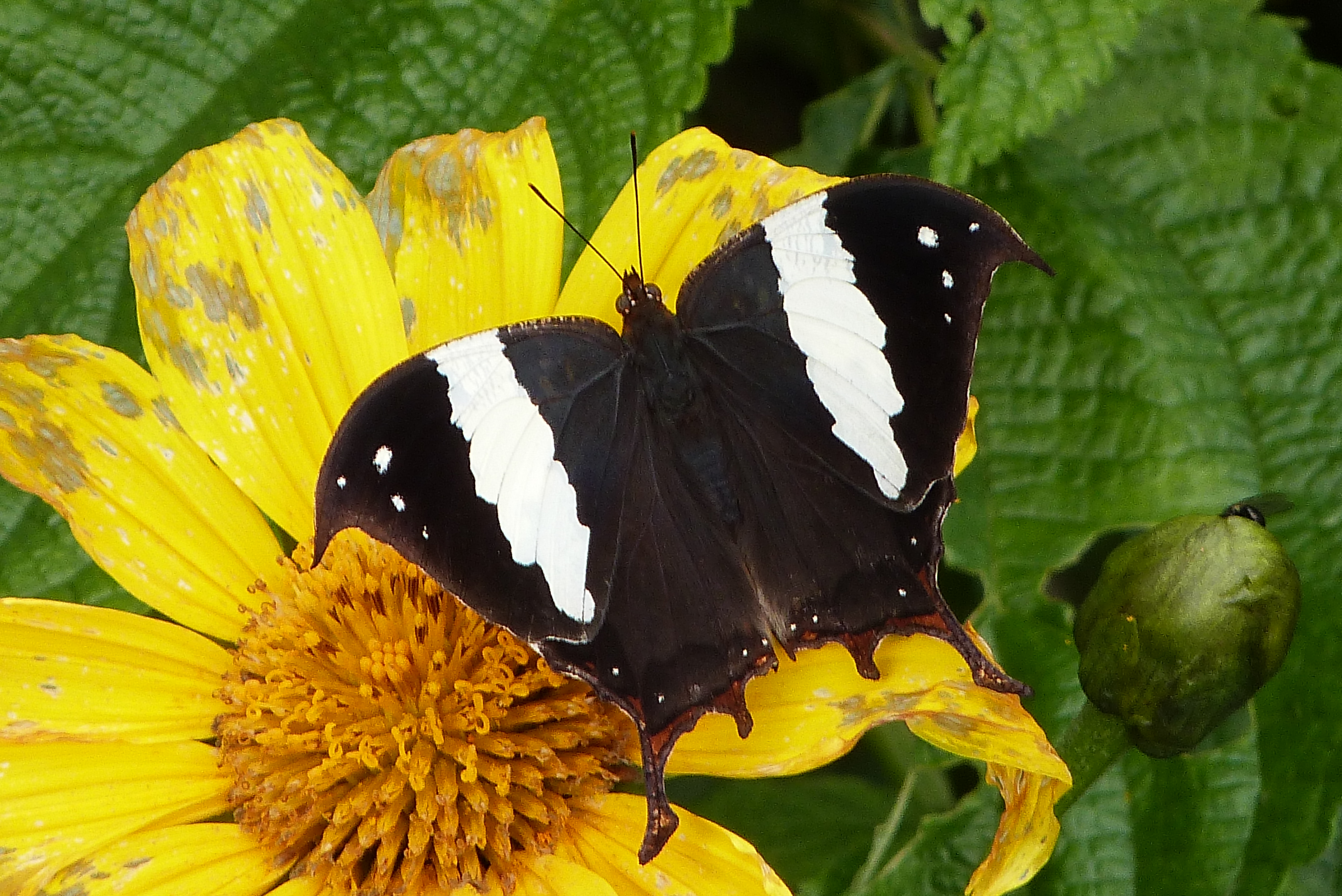
Fotografia de H. clytemnestra ssp. huebneri em inflorescência de Asteraceae, vista superior.
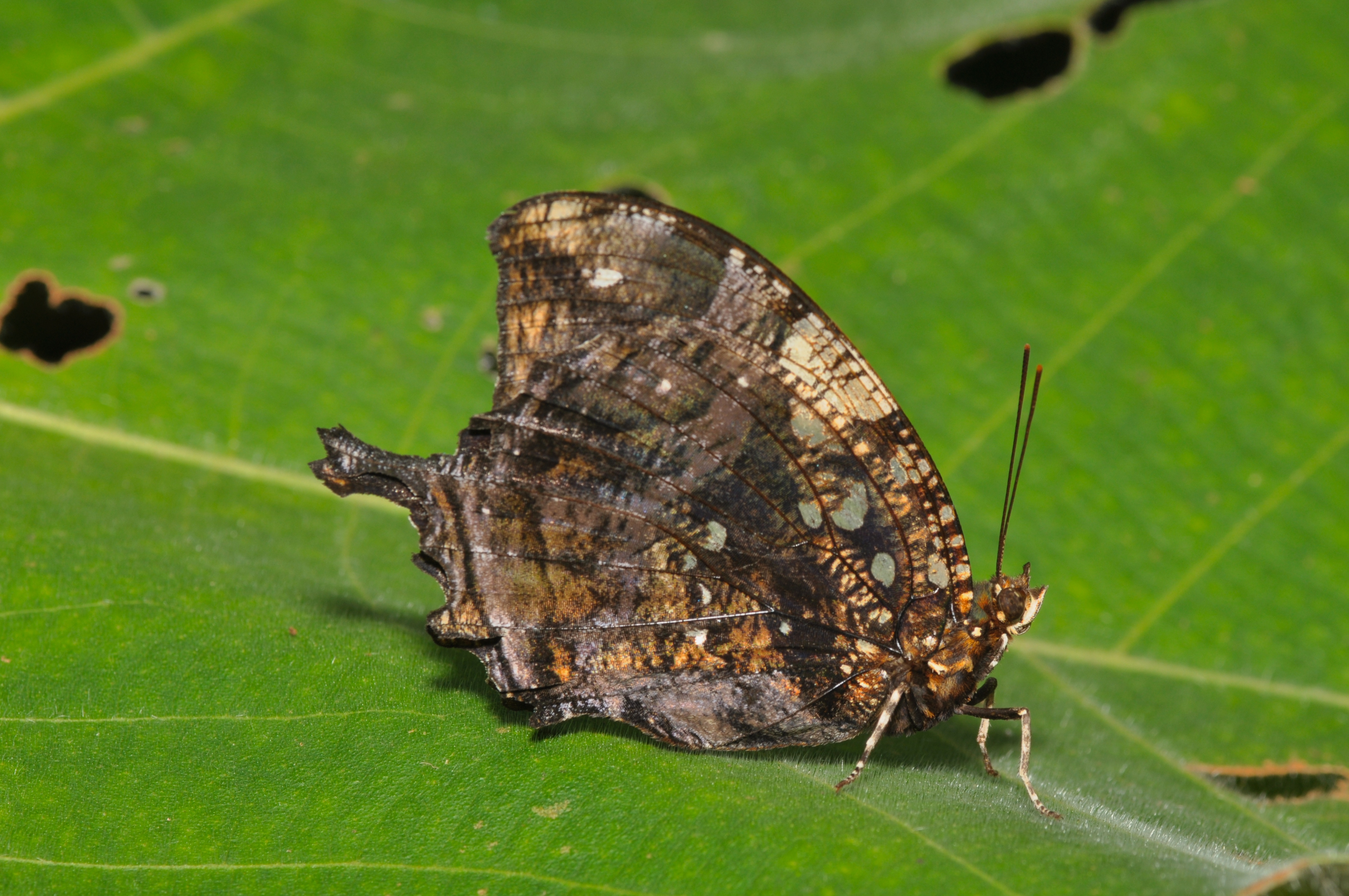
Fotografia de H. clytemnestra em repouso, sobre uma folha.

## Ciclo de vida
Os ovos são globulares e depositados individualmente sobre plantas do gênero Croton (Euphorbiaceae). As lagartas, quando plenamente desenvolvidas, apresentam coloração marrom pálida, com uma proeminente corcunda torácica e contendo tubérculos avermelhados ao longo das costas, a partir das quais cerdas longas e negras surgem. A cabeça está repleta de pequenos tubérculos, que diminuem do quarto para o quinto estágio larval, assim como os tubérculos torácicos e abdominais. Neste momento, a larva repousa sobre o lado ventral da folha e assume a posição de "J" antes de construir a crisálida, que é inicialmente verde, escurecendo após 24 horas e desenvolvendo pilosidade prateada, em especial sobre a área das asas.

## Subespécies
Hypna clytemnestra possui oito subespécies descritas:
- Hypna clytemnestra clytemnestra - Descrita por Cramer em 1777, de exemplar do Suriname.
- Hypna clytemnestra negra - Descrita por C. & R. Felder em 1862, de exemplar do Peru.
- Hypna clytemnestra forbesi - Descrita por Godman & Salvin em 1884, de exemplar do Brasil.
- Hypna clytemnestra huebneri - Descrita por Butler em 1866, de exemplar do Brasil.[7]
- Hypna clytemnestra rufescens - Descrita por Butler em 1866, de exemplar da Venezuela.
- Hypna clytemnestra mexicana - Descrita por Hall em 1917, de exemplar do México.
- Hypna clytemnestra corymbaensis - Descrita por Talbot em 1928, de exemplar do Brasil.
- Hypna clytemnestra iphigenia - Descrita por Herrich-Schäffer em 1862, de exemplar de Cuba.

Embora a coloração geral de H. clytemnestra seja de um marrom escurecido, as subespécies iphigenia e mexicana apresentam asas de um marrom mais claro.